# 最大流最小割定理
最大流最小割定理是最优化理论的定理。根据该定理，在一个网络流中，从源点到汇点的最大的流量，等于它的最小割中每一条边的容量之和。“割”指的是一种边的集合，如果移除这个集合的全部边，就会断开源点和汇点的连接。
最大流最小割定理是线性规划中的对偶问题的一种特殊情况，并且可以用来推导门格尔定理和König–Egerváry定理。

## 定义
最大流和最小割定理是图论的一部分，因此为了准确定义，我们需要先定义图、流、割，然后再定义这个定理。

### 图
设 {\displaystyle G=(V,E)} 为一个有向图，其中有一個起源点 {\displaystyle s} 和一個超匯点 {\displaystyle t}，代表 {\displaystyle s} 是所有流的源頭，{\displaystyle t} 是所有流的終點。这个图的每一条边都有一个容量 c : E → R+，记做 {\displaystyle c_{uv}} 或者 {\displaystyle c(u,v)}，代表着能通过边 {\displaystyle (u,v)} 的最大流量。

### 最大流
定义： 流量代表一种映射 {\displaystyle f:E\rightarrow \mathbb {R} ^{+}}，记做{\displaystyle f_{uv}} 或者 {\displaystyle f(u,v)}，代表通过边 {\displaystyle (u,v)} 的流量。每一条边所通过的流有以下两个限定条件：
1. 流量限制：{\displaystyle f_{uv}\leq c_{uv}\quad \forall \,(u,v)\in E.} 也就是说，一条边上的流量不可以超过它的容量。
2. 流量守恒：{\displaystyle \sum \nolimits _{\{u:(u,v)\in E\}}f_{uv}=\sum \nolimits _{\{w:(v,w)\in E\}}f_{vw}\quad \forall \,v\in V\setminus \{s,t\}.} 也就是说，除了源点和汇点以外，进入一个节点的流量等于流出这个节点的流量，节点内不能保存流。

规定在一个图中，流的值是
{\displaystyle |f|=\sum \nolimits _{v:(s,v)\in E}f_{sv}=\sum \nolimits _{v:(v,t)\in E}f_{vt}.}
也就是说，一个图的流是自其源点流出的流量之和，也是向其汇点流入的流量之和。或者说，由源点向汇点移动多少内容，这个图的流就是多少。
最大流问题：计算{\displaystyle |f|}的最大值，即从{\displaystyle s}到{\displaystyle t}的最大流量。

### 最小割
定义： s-t割 {\displaystyle C=(S,T)} 将图 {\displaystyle G} 完全劃分为两部分，使得 {\displaystyle s\in S,t\in T,} 也就是一侧有源，一侧有汇。{\displaystyle C} 的割集 {\displaystyle X_{C}} 是 {\displaystyle \{(u,v)\in E\ :\ u\in S,v\in T\}.} 也就是说，一条边当且仅当骑在这个划分方法上，一个节点位于划分出来的源侧，另一个位于汇侧，那么它包含在 {\displaystyle X_{C}} 里。因此如果 {\displaystyle C} 的割集是空集，或者我们把一个割集里的边全都从图中拿走，則 {\displaystyle |f|=0}。通俗地说，割集就是一个图的断面，而割则是划分断面的方法。
规定在一个图中，s-t割的容量是
{\displaystyle c(S,T)=\sum \nolimits _{(u,v)\in X_{C}}c_{uv}=\sum \nolimits _{(i,j)\in E}c_{ij}d_{ij},} 其中当 {\displaystyle i\in S,j\in T} 时，{\displaystyle d_{ij}} 为 {\displaystyle 1}, 否则为 {\displaystyle 0}。
通俗地说，割的容量就是断面中所有边的总容量。
最小 s-t 割问题： 计算 {\displaystyle c(S,T)} 的最小值。即找到一种割法，使割的容量最小。也就是说，找到通过能力最弱的断面。

### 主定理
可以证明一切流都不能超过任何s-t割，所以经过图的最大流就是图的最小割。我们直观上就可以知道，通过能力最弱的断面就是整个网络的最大流量。这个理论把最大流问题和最小割问题联系了起来。

## 线性规划公式
最大流最小割问题可以被看做为一对线性规划對偶问题。
|                  | Max-flow (Primal) | Min-cut (Dual) |
| ---------------- | --- | --- |
| variables        | {\displaystyle f_{uv}} {\displaystyle \forall (u,v)\in E} [a variable per edge] | {\displaystyle d_{uv}} {\displaystyle \forall (u,v)\in E} [a variable per edge] {\displaystyle z_{v}} {\displaystyle \forall v\in V\setminus \{s,t\}} [a variable per non-terminal node]                                                                                                |
| objective        | maximize {\displaystyle \sum \nolimits _{v:(s,v)\in E}f_{sv}} [max total flow from source] | minimize {\displaystyle \sum \nolimits _{(u,v)\in E}c_{uv}d_{uv}} [min total capacity of edges in cut] |
| constraints      | subject to {\displaystyle {\begin{aligned}f_{uv}&\leq c_{uv}&&\forall (u,v)\in E\\\sum _{u}f_{uv}-\sum _{w}f_{vw}&=0&&v\in V\setminus \{s,t\}\end{aligned}}} [a constraint per edge and a constraint per non-terminal node] | subject to {\displaystyle {\begin{aligned}d_{uv}-z_{u}+z_{v}&\geq 0&&\forall (u,v)\in E,u\neq s,v\neq t\\d_{sv}+z_{v}&\geq 1&&\forall (s,v)\in E,v\neq t\\d_{ut}-z_{u}&\geq 0&&\forall (u,t)\in E,u\neq s\\d_{st}&\geq 1&&{\text{if }}(s,t)\in E\end{aligned}}} [a constraint per edge] |
| sign constraints | {\displaystyle {\begin{aligned}f_{uv}&\geq 0&&\forall (u,v)\in E\\\end{aligned}}} | {\displaystyle {\begin{aligned}d_{uv}&\geq 0&&\forall (u,v)\in E\\z_{v}&\in \mathbb {R} &&\forall v\in V\setminus \{s,t\}\end{aligned}}} |

最大流的线性规划公式是容易理解的，对于最小割的线性规划公式的理解如下：
{\displaystyle d_{uv}={\begin{cases}1,&u\in S,v\in T\\0,&{\text{Otherwise}}\end{cases}}}
{\displaystyle z_{u}={\begin{cases}1,&u\in S\\0,&{\text{Otherwise}}\end{cases}}}
最小化目标是使在割中的边最小。
下列限制保证了这些变量可以确保一个合法的割。
- 限制 {\displaystyle d_{uv}-z_{u}+z_{v}\geq 0}(即 {\displaystyle d_{uv}\geq z_{u}-z_{v}}) 确保了对两个非源点或汇点 u,v, 如果u 在 S中 且 v 在 T中, 那么边 (u,v)一定会被记在割中 ({\displaystyle d_{uv}\geq 1})。
- 限制 {\displaystyle d_{sv}+z_{v}\geq 1}(即 {\displaystyle d_{sv}\geq 1-z_{v}}) 确保了如果 v 在 T 中, 那么边 (s,v) 一定会被记在割中。
- 限制 {\displaystyle d_{ut}-z_{u}\geq 0}(即 {\displaystyle d_{ut}\geq z_{u}}) 确保了 u 在 S 中, 那么边 (u,t) 一定会被记在割中。

需要注意的是，这是一个最小化问题，我们不需要确保一条边不在割里，我们只要保证每条应当在割里的边被计算了。
注意到在给定的 s-t 割 {\displaystyle C=(S,T)} 中，如果 {\displaystyle i\in S} 那么 {\displaystyle z_{i}=1} 并且 0 反之。 所以 {\displaystyle z_{s}} 应该等于 1 并且 {\displaystyle z_{t}} 应该等于0。由线性规划中的强對偶定理推得最大流最小割問題中的等式，也就是說如果原问题有一个最优解 x*，則对应问题也有一个最优解 y* ，並且两个解相等。

## 举例

一个流量等于s-t 割的容量的流网络

上圖是一個網絡，上有流量為 7 的流。令 S 集合和 T 集合分別包含所有白色和灰色的點， 從而形成了一個割集包含圖中虛線的 s-t 割，並且其容量為 7，與流量相同。故由大流最小割定理知，前述的流與 s-t 割皆達到流量及容量的極值。

## 应用

### 廣義最大流最小割定理
額外規定映射 {\displaystyle c\colon V\rightarrow R^{+}}為點的容量，記做 c(v)，使得一個流 f 不只要滿足邊的流量限制與流量守恆，還要滿足點的流量限制，即
{\displaystyle \forall v\in V\setminus \{s,t\}:\qquad \sum \nolimits _{\{u\in V\mid (u,v)\in E\}}f_{uv}\leq c(v).}
換句話說，流過 v 點的總流量不能超過 v 的容量 c(v)。一個 s-t 割 的定義為一個包含一些點和邊的集合，滿足與任一條由 s 到 t 的路徑皆不互斥。並且 s-t 割的容量 定義成所有點和邊的容量總和。
在此定義之下，廣義最大流最小割定理的敘仍為流量的最大值等於所有 s-t 割的容量最小值。

### 門格爾定理
不共邊路徑問題為給定無向圖 {\displaystyle G=(V,E)} 及兩頂點 s、t，求從 s 到 t 彼此沒有共同邊的路徑數量的最大值。
門格爾定理的敘述為從 s 到 t 彼此沒有共同邊的路徑數量的最大值等於在所有 G 的 s-t 割(以原本的定義)中，頂點分別在不同集合的邊數的最小值。

### 計畫選擇問題

計畫選擇問題的網絡型態

計畫選擇問題敘述如下：當下有 n 個計畫 {\displaystyle p_{1},\dots ,p_{n}}可以被實施、m 種設備 {\displaystyle q_{1},\dots ,q_{m}} 可以被購買，要執行計畫必須擁有該計畫要求的設備，執行計畫 {\displaystyle p_{i}}可獲得  {\displaystyle r(p_{i})} 的收益，但購買設備  {\displaystyle q_{j}} 要支付 {\displaystyle c(q_{j})} 的費用。如何選擇執行計畫並購買所需設備以獲得淨利的最大值？
設 P 為不被執行的計畫的集合，Q 為所購買的設備，則問題變成求最大值
{\displaystyle \max _{P,Q}\sum _{i=1}^{n}r(p_{i})-\sum _{p_{i}\in P}r(p_{i})-\sum _{q_{j}\in Q}c(q_{j})}
注意到 {\textstyle \sum _{i}r(p_{i})}與 P、Q 的選擇無關，故只需求後兩項和的最小值，即
{\displaystyle \min _{P,Q}\sum _{p_{i}\in P}r(p_{i})+\sum _{q_{j}\in Q}c(q_{j})}
現在考慮一個網絡，起源点 s 連接到 n 個點 {\displaystyle p_{1},\dots ,p_{n}}，邊的容量分別為 {\displaystyle r(p_{i})}，超匯点 t 連接到 m 個點 {\displaystyle q_{1},\dots ,q_{m}}，邊的容量分別為 {\displaystyle c(q_{j})}，若執行任務 {\displaystyle p_{i}}需購買設備  {\displaystyle q_{j}} ，則在 {\displaystyle p_{i}}、{\displaystyle q_{j}} 之間連上一條容量為無限大的邊，若不需購買設備，則不連上邊。則 {\textstyle \sum _{p_{i}\in P}r(p_{i})+\sum _{q_{j}\in Q}c(q_{j})} 對應到一個 s-t 割的容量，其中的兩個集合是要執行的計畫與要購買的設備和它的餘集，也就是
{\displaystyle \{s\}\cup (P'\setminus P)\cup Q{\text{、 }}\{t\}\cup P\cup (Q'\setminus Q)}
在此，{\displaystyle P'=\{p_{1},\dots ,p_{n}\}}，{\displaystyle Q'=\{q_{1},\dots ,q_{m}\}}。於是，原問題轉成求該圖的最大流問題，並且可以藉由各種算法求得其極值。
以下給出一個計畫選擇問題的例子，右圖是該問題對應到的網絡。
|   | 計畫收入 r(pi) | 設備價格 c(qj) | 備註                            |
| - | -------------- | -------------- | ------------------------------- |
| 1 | 100            | 200            | 執行計畫 p1 須購買設備 q1、q2。 |
| 2 | 200            | 100            | 執行計畫 p2 須購買設備 q2。     |
| 3 | 150            | 50             | 執行計畫 p3 須購買設備 q3。     |

該網絡的最小 s-t 割是選擇計畫 p2、p3 與設備 q2、q3，容量為 250。三個計劃的總收益是 450，因此最大淨利為 450 − 250 = 200。
以上解法可以理解為將計畫所給予的收益流過所需設備，如果無法流滿設備至 t 的邊，代表執行計畫不合成本，最小割將選擇穿過 s 到計畫的邊而非穿過設備到 t 的邊。

### 影像分割問題

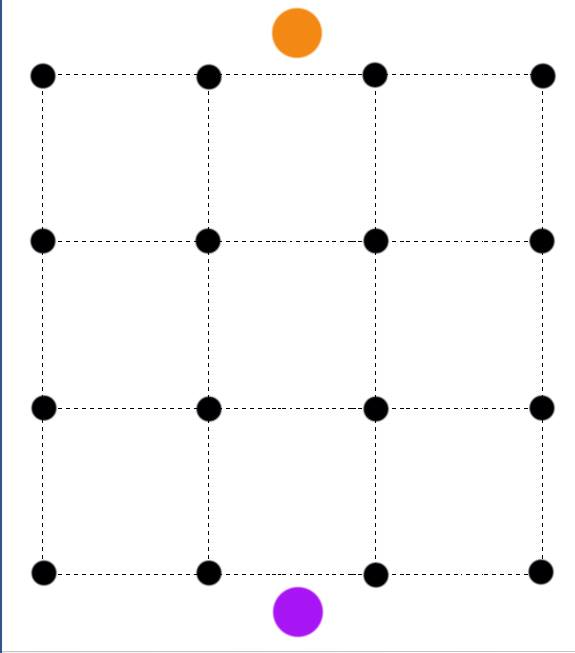
Each black node denotes a pixel.

設原圖有 n 像素，想要把該圖分割為前景和背景，並且將 i 像素歸類為前景有效益  fi，歸類為背景有效益  bi，但是若 i、j 像素相鄰且被歸類為不同塊，則會減少 pij 的效益。求將該圖分割為前後景的最有效益方法。
令 P 為前景的集合，Q 為背景的集合，於是問題轉化成求最大值
{\displaystyle \max _{P,Q}\sum _{i\in P}f_{i}+\sum _{i\in Q}b_{i}-\sum _{i\in P,j\in Q\lor j\in P,i\in Q}p_{ij}}
因為  fi、 bi 的總合是與 P、Q的選取無關，因此等價於求以下最小值
{\displaystyle \min _{P,Q}\sum _{i\in Q}f_{i}+\sum _{i\in P}b_{i}+\sum _{i\in P,j\in Q\lor j\in P,i\in Q}p_{ij}}
以上的最小值問題可以被描述為一個網絡的最小割問題，其中該網絡如右圖，以橘點為起源點；紫點為超匯點。各個像素被描述為網絡的頂點，起源點至第 i 個像素連上一條容量為  fi 的有向邊；第 i 個像素至超匯點連上一條容量為 bi 的有向邊。相鄰的像素 i、j 之間連上來回兩條容量為 pij 的有向邊。則一個 s-t 割代表一種將部分像素歸類為前景 P、其餘歸類為背景 Q 的安排。

## 历史
最大流最小割问题最早在1956年被P. Elias, A. Feinstein，和 C.E. Shannon 证明， 并且L.R. Ford, Jr. 和 D.R. Fulkerson 也在同年证明了该定理。

## 证明
同之前的設定，G = (V, E) 是一個網絡(有向圖) ，s 點和 t 點分別為 G 的起源點和超匯點。
將所有流考慮成一個歐式空間的有界閉子集，滿足流量限制與流量守恆，而流量是一個連續函數，因此有極大值 |f| 。
設 f 達到最大流，令 (Gf ) 是 f 的殘留網絡，定義
1. A：在 (Gf ) 中可以從 s 出發到達的點
2. Ac：A 以外的點，即 V − A

換句話說，v∈A 若且唯若 s 可以流出更多流量到 v。
我們宣稱 {\displaystyle |f|=c(A,A^{c})}，其中該 s-t 割的容量定義為 
{\displaystyle c(S,T)=\sum \nolimits _{(u,v)\in (S\times T)\cap E}c_{uv}}.
由於 {\displaystyle |f|} 的大小等於所有流出集合 A 的流量總和減所有流入集合 A 的流量總和，故 {\displaystyle |f|\leq c(A,A^{c})}，並且等號成立若且唯若
- 所有從 A 流向 Ac 的邊流量均已達飽和。
- 所有從 Ac 流向 A 的邊流量均為 0。

我們用反證法分別證明以上兩點：
- 假設存在從 A 流向 Ac  的邊 {\displaystyle (x,y)\in A\times A^{c}} 並未達到飽和，即 {\displaystyle f(x,y)<c_{xy}}。因此，可以從 x 流更多的流量到 y，(x,y) 是 Gf 的一條邊。由 x∈A 知 Gf 圖中有一條中的路徑從 s 到 x，其中只經過 A 中的點， 所以 y∈A，產生矛盾。是故所有從 A 流向 Ac 的邊流量均已達飽和。
- 假設存在從 Ac  流向 A 的邊 {\displaystyle (y,x)\in A^{c}\times A} 其流量不為 0，即 {\displaystyle f(x,y)>0}。因此，可以從 y 流更少的流量到 x，(x,y) 是 Gf 的一條邊。由 x∈A 知 Gf 圖中有一條中的路徑從 s 到 x，其中只經過 A 中的點， 所以 y∈A，產生矛盾。是故所有從 Ac 流向 A 的邊流量均為 0。

於是，聲稱得證。
由於流量恆不超過容量，|f| 是容量的下界，所以 {\displaystyle c(A,A^{c})} 是容量的最小值，由聲稱知，最大流最小割定理得證。